# WTA-seizoen 1996

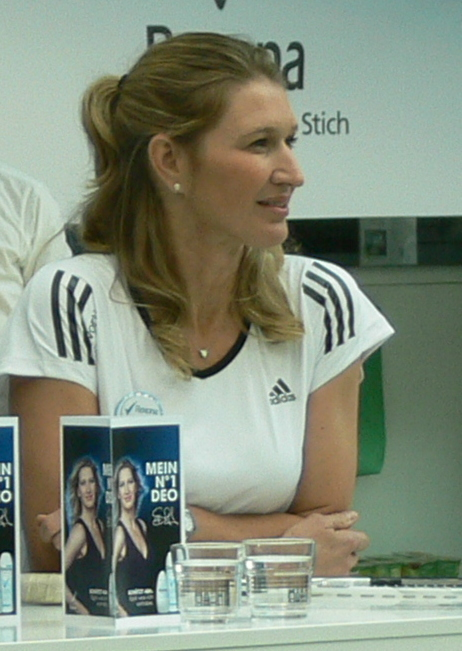
Winnares van de meeste enkelspeltitels: Steffi Graf

De WTA organiseerde in het seizoen 1996 onderstaande tennistoernooien.

## Winnaressen enkelspel met meer dan twee titels
| Speelster         | Aantal titels |
| ----------------- | ------------- |
| Steffi Graf       | 7             |
| Monica Seles      | 5             |
| Jana Novotná      | 4             |
| Lindsay Davenport | 3             |
| Ruxandra Dragomir | 3             |
| Anke Huber        | 3             |

## WTA-toernooikalender 1996
| Startdatum hoofdtoernooi | Officiële naam van het toernooi  | Land, stad                         | Cat.     | ($)       | Ondergrond        | Winnares enkelspel                |         |
| ------------------------ | -------------------------------- | ---------------------------------- | -------- | --------- | ----------------- | --------------------------------- | ------- |
| 1996-01-01               | Amway Classic                    | Nieuw-Zeeland, Auckland            | Tier IV  | 107.500   | Hardcourt, buiten | Sandra Cacic                      | details |
| 1996-01-08               | Peters Invitational              | Australië, Sydney                  | Tier II  | 342.500   | Hardcourt, buiten | Monica Seles                      | details |
| 1996-01-08               | Schweppes Tasmanian Int'l        | Australië, Hobart                  | Tier IV  | 107.500   | Hardcourt, buiten | Julie Halard-Decugis              | details |
| 1996-01-15               | Australian Open                  | Australië, Melbourne               | G.S.     | 2.579.305 | Hardcourt, buiten | Monica Seles                      | details |
| 1996-01-29               | Toray Pan Pacific Open           | Japan, Tokio                       | Tier I   | 926.250   | Tapijt, binnen    | Iva Majoli                        | details |
| 1996-02-12               | Open Gaz de France               | Frankrijk, Parijs                  | Tier II  | 450.000   | Tapijt, binnen    | Julie Halard-Decugis              | details |
| 1996-02-19               | Faber Grand Prix                 | Duitsland, Essen                   | Tier II  | 450.000   | Tapijt, binnen    | Iva Majoli                        | details |
| 1996-02-19               | IGA Tennis Classic               | Verenigde Staten, Oklahoma         | Tier III | 164.250   | Hardcourt, binnen | Brenda Schultz                    | details |
| 1996-02-26               | EA-Generali                      | Oostenrijk, Linz                   | Tier III | 164.250   | Tapijt, binnen    | Sabine Appelmans                  | details |
| 1996-03-08               | State Farm Evert Cup             | Verenigde Staten, Indian Wells     | Tier II  | 550.000   | Hardcourt, buiten | Steffi Graf                       | details |
| 1996-03-21               | The Lipton Champ's               | Verenigde Staten, Miami            | Tier I   | 1.550.000 | Hardcourt, buiten | Steffi Graf                       | details |
| 1996-04-01               | Family Circle Cup                | Verenigde Staten, Hilton Head Isl. | Tier I   | 926.250   | Gravel, buiten    | Arantxa Sánchez Vicario           | details |
| 1996-04-08               | Bausch & Lomb Champ's            | Verenigde Staten, Amelia Island    | Tier II  | 450.000   | Gravel, buiten    | Irina Spîrlea                     | details |
| 1996-04-08               | Danamon Open                     | Indonesië, Jakarta                 | Tier III | 164.250   | Hardcourt, buiten | Linda Wild                        | details |
| 1996-04-15               | Japan Open                       | Japan, Tokio                       | Tier III | 164.250   | Hardcourt, buiten | Kimiko Date                       | details |
| 1996-04-29               | “M” Elektronika Cup              | Kroatië, Bol                       | Tier IV  | 107.500   | Gravel, buiten    | Gloria Pizzichini                 | details |
| 1996-04-29               | Rexona Cup                       | Duitsland, Hamburg                 | Tier II  | 450.000   | Gravel, buiten    | Arantxa Sánchez Vicario           | details |
| 1996-05-06               | Budapest Lotto Open              | Hongarije, Boedapest               | Tier IV  | 107.500   | Gravel, buiten    | Ruxandra Dragomir                 | details |
| 1996-05-06               | Italian Open                     | Italië, Rome                       | Tier I   | 926.250   | Gravel, buiten    | Conchita Martínez                 | details |
| 1996-05-13               | Rover British Clay Court Champ's | Verenigd Koninkrijk, Cardiff       | Tier IV  | 107.500   | Gravel, buiten    | Dominique Van Roost               | details |
| 1996-05-13               | German Open                      | Duitsland, Berlijn                 | Tier I   | 926.250   | Gravel, buiten    | Steffi Graf                       | details |
| 1996-05-20               | Open Paginas Amarillas           | Spanje, Madrid                     | Tier II  | 250.000   | Gravel, buiten    | Jana Novotná                      | details |
| 1996-05-20               | Internationaux de Strasbourg     | Frankrijk, Straatsburg             | Tier III | 164.250   | Gravel, buiten    | Lindsay Davenport                 | details |
| 1996-05-22               | World Doubles Cup                | Verenigd Koninkrijk, Edinburgh     | WTA      | 188.125   | Gravel, buiten    | Nicole Arendt en Manon Bollegraf† | details |
| 1996-05-27               | Roland Garros                    | Frankrijk, Parijs                  | G.S.     | 4.004.885 | Gravel, buiten    | Steffi Graf                       | details |
| 1996-06-10               | DFS Classic                      | Verenigd Koninkrijk, Birmingham    | Tier III | 164.250   | Gras, buiten      | Meredith McGrath                  | details |
| 1996-06-17               | Direct Line International        | Verenigd Koninkrijk, Eastbourne    | Tier II  | 363.000   | Gras, buiten      | Monica Seles                      | details |
| 1996-06-17               | Wilkinson Champ's                | Nederland, Rosmalen                | Tier III | 164.250   | Gras, buiten      | Anke Huber                        | details |
| 1996-06-24               | Wimbledon                        | Verenigd Koninkrijk, Londen        | G.S.     | 3.392.408 | Gras, buiten      | Steffi Graf                       | details |
| 1996-07-15               | Internazionali Femminili         | Italië, Palermo                    | Tier IV  | 107.500   | Gravel, buiten    | Barbara Schett                    | details |
| 1996-07-22               | Olympische spelen                | Verenigde Staten, Atlanta          | O.S.     | 0         | Hardcourt, buiten | Lindsay Davenport                 | details |
| 1996-08-05               | Meta Styrian Open                | Oostenrijk, Maria Lankowitz        | Tier IV  | 107.500   | Gravel, buiten    | Barbara Paulus                    | details |
| 1996-08-05               | du Maurier Ltd                   | Canada, Montréal                   | Tier I   | 926.250   | Hardcourt, buiten | Monica Seles                      | details |
| 1996-08-12               | Acura Classic                    | Verenigde Staten, Los Angeles      | Tier II  | 450.000   | Hardcourt, buiten | Lindsay Davenport                 | details |
| 1996-08-19               | Toshiba Classic                  | Verenigde Staten, San Diego        | Tier II  | 450.000   | Hardcourt, buiten | Kimiko Date                       | details |
| 1996-08-26               | US Open                          | Verenigde Staten, New York         | G.S.     | 4.160.820 | Hardcourt, buiten | Steffi Graf                       | details |
| 1996-09-09               | Pupp Czech Open                  | Tsjechië, Karlsbad (Karlovy Vary)  | Tier IV  | 160.000   | Gravel, buiten    | Ruxandra Dragomir                 | details |
| 1996-09-16               | Nichirei Int'l Open              | Japan, Tokio                       | Tier II  | 450.000   | Hardcourt, buiten | Monica Seles                      | details |
| 1996-09-16               | Warsaw Cup                       | Polen, Warschau                    | Tier III | 164.250   | Gravel, buiten    | Henrieta Nagyová                  | details |
| 1996-09-30               | Sparkassen Cup                   | Duitsland, Leipzig                 | Tier II  | 450.000   | Tapijt, binnen    | Anke Huber                        | details |
| 1996-10-07               | Porsche Tennis Grand Prix        | Duitsland, Filderstadt             | Tier II  | 450.000   | Hardcourt, binnen | Martina Hingis                    | details |
| 1996-10-07               | Wismilak Open                    | Indonesië, Surabaya                | Tier IV  | 107.500   | Hardcourt, buiten | Wang Shi-ting                     | details |
| 1996-10-14               | Nokia Open                       | China, Peking                      | Tier IV  | 107.500   | Hardcourt, binnen | Wang Shi-ting                     | details |
| 1996-10-14               | European Indoors                 | Zwitserland, Zürich                | Tier I   | 926.250   | Tapijt, binnen    | Jana Novotná                      | details |
| 1996-10-21               | Seat Open                        | Luxemburg, Luxemburg               | Tier III | 164.250   | Tapijt, binnen    | Anke Huber                        | details |
| 1996-10-21               | Bell Challenge                   | Canada, Québec                     | Tier III | 164.250   | Tapijt, binnen    | Lisa Raymond                      | details |
| 1996-10-28               | Ameritech Cup                    | Verenigde Staten, Chicago          | Tier II  | 450.000   | Tapijt, binnen    | Jana Novotná                      | details |
| 1996-10-28               | Kremlin Cup                      | Rusland, Moskou                    | Tier III | 400.000   | Tapijt, binnen    | Conchita Martínez                 | details |
| 1996-11-04               | Bank of the West Classic         | Verenigde Staten, Oakland          | Tier II  | 450.000   | Tapijt, binnen    | Martina Hingis                    | details |
| 1996-11-11               | Advanta Championships            | Verenigde Staten, Philadelphia     | Tier II  | 450.000   | Tapijt, binnen    | Jana Novotná                      | details |
| 1996-11-18               | Volvo Women's Open               | Thailand, Pattaya                  | Tier IV  | 107.500   | Hardcourt, buiten | Ruxandra Dragomir                 | details |
| 1996-11-18               | WTA Championships                | Verenigde Staten, New York         | WTA      | 2.000.000 | Tapijt, binnen    | Steffi Graf                       | details |

† dubbelspeltoernooi

## Primeurs
Speelsters die in 1996 hun eerste WTA-enkelspeltitel wonnen:
- Sandra Cacic (VS) in Auckland, Nieuw-Zeeland
- Gloria Pizzichini (Italië) in Bol, Kroatië
- Ruxandra Dragomir (Roemenië) in Boedapest, Hongarije
- Dominique Van Roost (België) in Cardiff, Wales
- Barbara Schett (Oostenrijk) in Palermo, Italië
- Henrieta Nagyová (Slowakije) in Warschau, Polen
- Lisa Raymond (VS) in Québec, Canada
- Martina Hingis (Zwitserland) in Filderstadt, Duitsland

## Statistiek van toernooien

### Toernooien per ondergrond
| ondergrond   | aantal | buiten/binnen | aantal |
| ------------ | ------ | ------------- | ------ |
| hardcourt    | 19     | buiten        | 16     |
| hardcourt    | 19     | binnen        | 3      |
| gravel       | 15     | buiten        | 15     |
| gravel       | 15     | binnen        | 0      |
| groen gravel | 1      | buiten        | 1      |
| gras         | 4      | buiten        | 4      |
| tapijt       | 13     | binnen        | 13     |
| Totaal       | 52     |               |        |